# Ghulam Khan
Ghulam Khan (Urdu غلام خان) ist ein Ort im nördlichen Wasiristan in der pakistanischen Provinz Khyber Pakhtunkhwa. Bis 2018 gehörte sie zur North Waziristan Agency, einem Stammesgebiet unter Bundesverwaltung (FATA). Das Dorf liegt 15 Kilometer nördlich von Miranshah.
Dieser Ort hat Bedeutung dadurch, dass er an der Grenze von Pakistan und Afghanistan liegt und den Grenzübertritt von Pakistan nach Afghanistan ermöglicht. Neben Chaman und Landi Kotal am Khyberpass in Pakistan gilt Ghulam Khan als einer der drei bedeutenden pakistanischen Grenzübertrittsorte von Afghanistan und Pakistan.

## Geschichte
In dieser Grenzregion kam es in der Vergangenheit zu kämpferischen Auseinandersetzungen mit militanten Muslimen und dem US-Militär, wobei es auch Tote unter der unbeteiligten Zivilbevölkerung gab. Des Weiteren wurden am 25. September 2008 bei einer Grenzverletzung durch ein US-amerikanisches Spionageflugzeug mehrere Warnschüsse durch die Streitkräfte Pakistans abgegeben.
Am 16. November 2010 feuerten die US-Streitkräfte sechs Geschosse auf ein Ausbildungslager der Aufständischen sowie auf ein Fahrzeug ab. Dabei sind mindestens 15 Personen getötet worden.